# Kanton Bayonne-Ouest
Kanton Bayonne-Ouest (francouzsky Canton de Bayonne-Ouest) je francouzský kanton v departementu Pyrénées-Atlantiques v regionu Akvitánie. Tvoří ho pouze západní část města Bayonne.